# Любовь нельзя купить
«Любо́вь нельзя́ купи́ть» (англ. Can't Buy Me Love) — молодёжная романтическая комедия, повествующая о жизни Рональда, который становится популярным благодаря дружбе с девушкой из группы поддержки Синди. Премьера состоялась 14 августа 1987 года. В 2003 году на основе картины был снят фильм Любовь ничего не стоит (Love Don’t Cost a Thing).

## Сюжет
Мечтая обрести статус «крутого парня», старшеклассник Ронни Миллер, считавшийся полным неудачником, внезапно получает шанс резко повысить свой авторитет. Узнав, что самая популярная девчонка школы Синди Манчини отчаянно нуждается в деньгах, Ронни предлагает ей тысячу долларов — в обмен на месяц, в течение которого она будет изображать его подружку и научит, как стать первым парнем в классе. Сделка состоялась, и вот уже рейтинг бывшего неудачника растёт прямо на глазах. Но быстрый успех так кружит Ронни голову, что он даже не замечает, как Синди, которая раньше и имени-то его не знала, начинает и в самом деле в него влюбляться.

## Роли исполняли

### В главных ролях
- Патрик Демпси — Рональд (Ронни) Миллер
- Аманда Петерсон — Синди Манчини

### Второстепенные персонажи
- Кортни Гейнс — Кеннет Вурман
- Сет Грин — Чаки Миллер
- Шэрон Фаррелл — миссис Манчини
- Тина Каспари — Барбара
- Дарси ДеМосс — Пэтти
- Курт МакКоу — Квинт
- Эрик Брусскотер — Большой Джон
- Жерардо Мейя — Рики
- Деннис Дуган — Дэвид Миллер
- Клойс Морроу — Джуди Миллер
- Девин Де Васкес — Айрис
- Эми Доленц — Фаур
- Стив Франкен — модный клерк

## Сборы
Кассовые сборы на первой неделе показа в США составили $4 754 732 долларов США: в 1256 кинотеатрах по $3785 (в среднем), заняв таким образом третье место.

## Награды и номинации
Young Artist Award
- Победитель: Best Young Actor in a Motion Picture — Комедия, Патрик Демпси
- Номинирован: Best Young Actress in a Motion Picture — Комедия, Аманда Петерсон
- Номинирован: Best Young Actress in a Motion Picture — Комедия, Тина Каспари
- Номинирован: Best Family Motion Picture — Комедия